# Syzygium calcadense
Syzygium calcadense är en myrtenväxtart som först beskrevs av Richard Henry Beddome, och fick sitt nu gällande namn av K.V. Chandrashekara. Syzygium calcadense ingår i släktet Syzygium och familjen myrtenväxter. IUCN kategoriserar arten globalt som sårbar. Inga underarter finns listade i Catalogue of Life.